# Змінні зорі типу S Золотої Риби

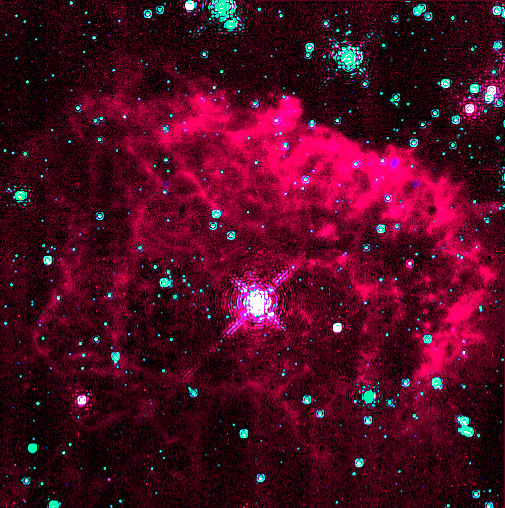
Зоря Пістолет.

Змінні зорі типу S Золотої Риби (також яскраві блакитні змінні) — гарячі надгіганти спектральних класів O та B, які хаотично змінюють свій блиск з амплітудою від кількох десятих до кількох зоряних величин у видимому світлі. Характерний час помітних змін становить роки або десятиріччя.
Змінні типу S Золотої Риби — дуже яскраві блакитні зорі, тому їх можна спостерігати не лише в нашій Галактиці, а й у сусідніх галактиках. Власне, зоря S Золотої Риби (S Dor), за якою названо цей тип змінних, розташована у Великій Магеллановій Хмарі. Зазвичай, це найяскравіші зорі галактик, в яких вони спостерігаються.
Змінні типу S Золотої Риби — це наймасивніші зорі: їх маси можуть перевищувати 50M☉. Втім, вони дуже інтенсивно втрачають масу — темп втрат сягає 10−4M☉ на рік. Можливо, стадія змінної S Золотої Риби є короткочасною фазою, що безпосередньо передує стадії зір Вольфа — Рає.